# LZB

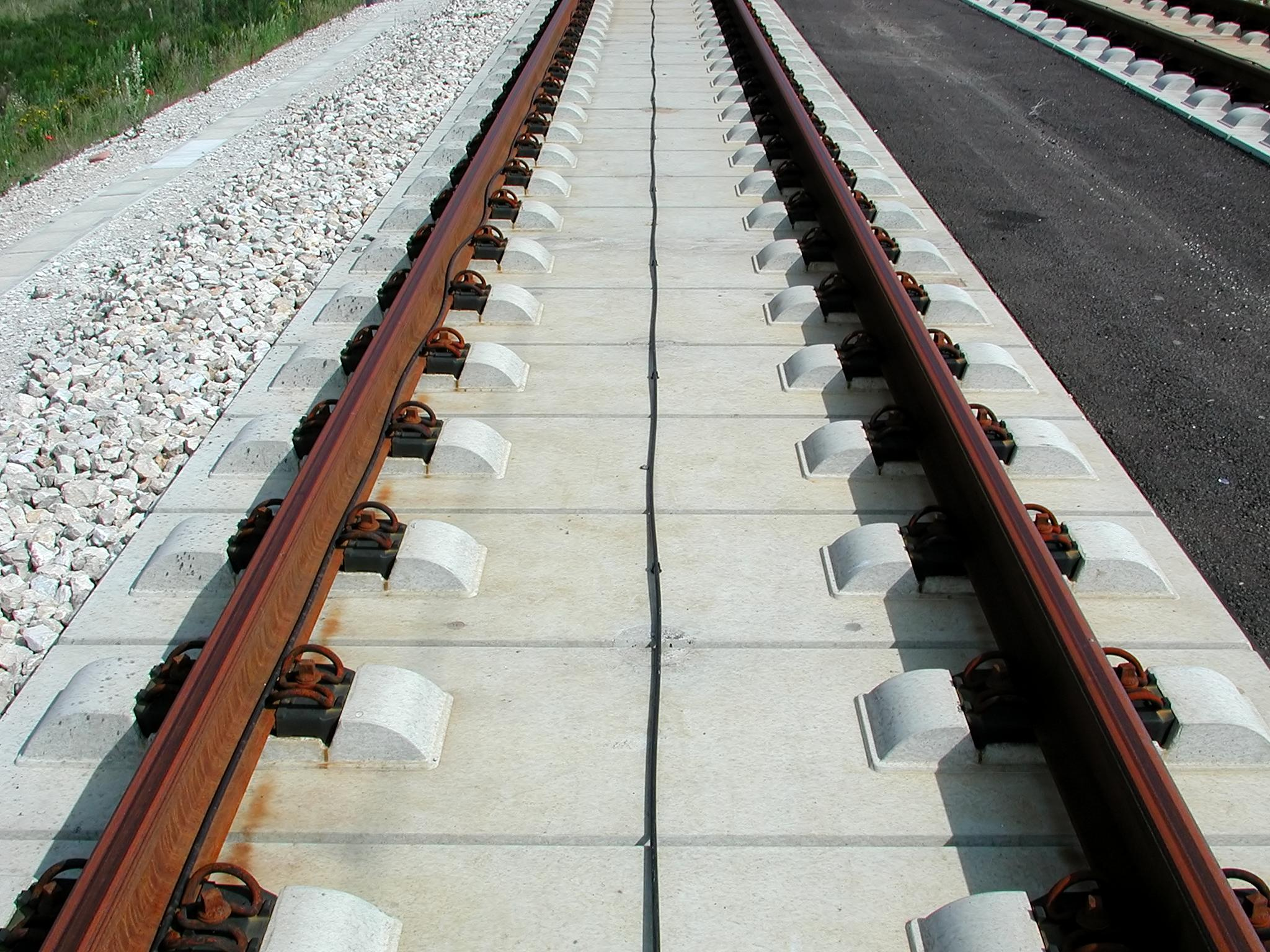
Vía equipada con lazos LZB. Nótese el segundo cable en la parte inferior del carril izquierdo.

El sistema LZB (en alemán: Linienzugbeeinflussung, es decir, influencia lineal en el tren) es un sistema de seguridad de control de tráfico ferroviario, utilizado en ciertas líneas de alta velocidad de Alemania, Austria y España (LAV's Madrid-Sevilla, Córdoba-Málaga y Madrid-Toledo aunque también se emplea en la línea C-5 de Cercanías Madrid y en toda la red de Eusko Trenbideak).
Existe un Puesto de Mando Central que recibe información del estado de la línea en cada momento y del tren en particular que circula. Con estos datos genera instrucciones para los trenes que transitan por la línea y que se transmiten al maquinista, además de alarmas de frenado. Se utilizan dos cables emisor-receptor sobre los raíles que transmiten datos continuamente a las antenas que lleva adosadas el tren en su base.